# لوكهيد إف-104 ستارفايتر
اللوكهيد إف-104 ستار فايتر هي طائرة حربية اعتراضية أمريكية من إنتاج شركة لوكهيد.

## مشاركة
خدمت الستار فايتر في القوات الجوية الأمريكية بين عامي 1958 و1967. كانت الإف-104 ذات محرك واحد وأداء فوق صوتي عالي. تعد الطائرة ضمن سلسلة طائرات القرن الأمريكية. ظلت الستار فايتر في الخدمة مع القوات الجوية للحرس الوطني الأمريكي حتى خرجت عام 1975. كما استمرت ناسا في استخدام سرب صغير من الطائرة في اختبارات الطيران الفوق صوتية وبرامج الفضاء حتى خرجت من ناسا عام 1994. تم إنتاج عددا من النسخ التدريبية اشهرها ال TF-104G.
خدمت الإف-104 خلال حرب فيتنام، كما تم الدفع بالإف-104 A لفترة بسيطة خلال الحروب الباكستانية الهندية. كما شاركت الإف-104 التابعة لسلاح الجو التايواني في الصراع مع القوات الجوية الصينية حول جزيرة كنمن. نجح الطراز إف-104 G في الفوز بمسابقة طائرة مقاتلة-قاذفة جديدة لحلف شمال الأطلسي وشهدت انتشارا واسعا في القوات الجوية للعديد من الدول الأوروبية حتى أواخر الثمانينات.

## طراز
طورت لوكهيد أكثر الطرازات تقدما الإف-104 S خصيصا لسلاح الجو الإيطالي والتي صممت لتحمل الصاروخ جو-جو إيه آي إم-7 سبارو. ظلت القوات الجوية الإيطالية تستخدم الإف-104 حتى عام 2004 وتعد بذلك أطول مستخدم للستار فايتر. كما ألغى مشروع طائرة متقدمة معدلة بشكل كبير كان من المفترض ان تسمى CL-1200.

## نقد
انتشر عن الستار فايتر انها طائرة غير أمنة، وخصوصا في خدمة القوات الجوية الألمانية حيث سببت الفضائح والرشاوى التي ارتبطت بعقود شراء الطائرات في كل من ألمانيا واليابان جدلا كبيرا. إلا أن دراسة أمريكية لطائرات القرن أثبتت أن الإف-100 سوبر سابر كان لها معدل حوادث أعلى من الإف-104.